# Carme Raurich i Saba
Carme Raurich i Saba (Caldes de Malavella, Selva, 8 de gener de 1920 - Argentina, ?), filla d'Esteve Raurich i de Narcisa Saba, va ser una escultora caldenca, si bé també escrivia poesia. Durant tot el temps que va viure a Catalunya (va emigrar a Córdoba (Argentina) el 1954 o el 1955), va conviure amb els seus pares i les seves dues germanes, Lluïsa i Isabel. Malgrat viure pròpiament al poble de Caldes, just davant del Balneari Soler i al costat de la Fonda Ribot, la seva família estava molt vinculada amb el món de la pagesia.
Va fer estudis d'art i d'escultura a l'Escola d'Arts i Oficis de la Llotja, a Barcelona, on hi ingressà el 1944. Una beca de la Diputació de Girona (n'hi van arribar a concedir quatre de consecutives, més un cinquena per a viatjar a l'estranger (i va triar Argentina)) li va permetre assistir a l'Escola Superior de Belles Arts de Barcelona on va estudiar escultura amb el professor Vicenç Navarro Romero. L'Institut Français també la va distingir amb una beca per a viatjar a França.
L'octubre de 1954 la seva escultura titulada Verge de la Immaculada va ser situada a la capella de la façana de la Casa Febrer, a Vic. La peça va ser elaborada en pedra i era d'un metre d'alçada. Al novembre del mateix any es va col·locar una altra peça seva, una Verge del Rosari, en un dels portals de les muralles de Pals.
Com ja s'ha mencionat, l'any 1954 o 1955 Raurich va marxar a Córdoba (Argentina), acompanyada de la seva mare i les seves germanes degut a les dificultats de viure en plena postguerra, a la recerca de més opcions professionals i més visibilitat com artista.
El 1963 es va obrir a La Calera (província de Córdoba, Argentina) un Museu d'Art Municipal on, entre el fons inicial d'obres d'artistes cordobesos, hi havia un cap escultòric de l'escultora catalana.
L'any 1973 va dedicar a Sebastià Gasch una fotografia d'una de les seves escultures, una de bronze titulada "Carmen Amaya"
L'any 1978 va obtenir la nacionalitat argentina i el 1991, la doble nacionalitat.

## Obres[11][1][8]
Algunes de les seves són:
- 1948. Nu de dona. Escultura - modelatge - terrissa. 39,5 x 16 x 15 cm (Museu d'Art de Girona; núm. de registre: 131.048)
- 1950. Civitas inmortalis. Escultura - modelatge - guix. 85 x 52 cm (Museu d'Art de Girona; núm. de registre: 131.324)
- 1952. Les heroïnes de Santa Bàrbara. Escultura - modelatge - terrissa. 52 x 31 x 26 cm (Museu d'Art de Girona; núm. de registre: 131.271)
- 1952. L'enamorada. Escultura - modelatge - terrissa. (Museu d'Art de Girona; núm. de registre: 201.924)
- 1962. Dama estilitzada. Escultura - bronze. 64 x 10 x 5 cm[12]
- 1964. Figura. Escultura - modelatge - terrissa. 73 x 92 cm (Museu d'Art de Girona; núm. de registre: 131.272)

- Virgen del Rosario. Escultura en pedra de Figueres[2]
- Circe (autorretrato hasta la primera piel). 70 x 10 cm
- La amada de Visnuhata. Talla directa en pedra esteactita. 50 x 22 x 15 cm
- Carmen Amaya. Escultura - bronze
- Anteriors a 1958: Amancay; Anfitrite; L'amour; Maternitat; Catalunya (baix relleu, dedicada al col·lectiu català a l'Argentina)[13]
- Noia asseguda[6]
- Escultures: Bambina; Miriam; La hermanita. Retrats: M. del C. Forn Saba; Emmanuele Ruiz Pipó[14]
- Pitusín[15]
- Catalunya[16]
- L'albada mirífica; Bressol de plomissol rosa; Cirse; Nausica (en pedra esteatita); Raíz y sol de Humahuaca (en guix)[17]

## Exposicions
- 1951, abril. Sala Argos (Barcelona). Primera exposició individual.[18][14][19]
- 1951, inauguració 24 de novembre. Sala Municipal (Girona). Primera exposició a la ciutat, conjuntament amb José Furrasola[20][21]
- 1951. Sala de Belles Arts (Barcelona). Exposición Otoño[22]
- 1952, maig-juny. Barcelona. Exposición Talleres Artesanos de Arte Sacro, a càrrec de la Organización Sindical. Celebrada durant el Congrés Eucarístic internacional. Conjuntament amb altres artistes: Conxita Ambrós, Montserrat Casanova, Manuel Pastor.[23]
- 1952, juny. Hogar del Productor (Girona). Arte y Artesanía[24]
- 1954. Sala Pergaminos de la Biblioteca Pública (Girona). Exposició Escultura Mariana (Siglos XII-XX). Organitzada per la Comissió Provincial de Cultura de la Diputació de Girona, dirigida llavors per Enric Mirambell i Miquel Oliva. Hi va participar amb l'escultura Virgen del Rosario[1][2]
- 1955, febrer. Institut Français, Barcelona. Homenatge a l'escultor José Dunyach Sala, organitzat pel Cercle Maillol. Conjuntament amb altres artistes: Josep Clará, Charles Collet.[25]
- 1957. Primera exposició a Argentina, concretament a Córdoba durant la Setmana de Córdoba, patrocinada pel Círculo de la Prensa. Dinou obres en marbre, fusta, guix, pedra, terracuita i alabastre[8][26]
- 1958, segona quinzena de novembre. Les Galeries Peuser (Buenos Aires). Vint-i-dues obres exposades, vuit de les quals formen part de la primera època de l'artista (1949-1954), quan vivia a Catalunya i la resta ja fetes a l'Argentina (1955-1958). Les peces exposades eren de terracuita, alabastre, marbre, fusta, bronze, guix, pedra.[27][13][5][3] L'èxit d'aquesta exposició va fer que un grup d'amics li organitzessin un acte d'homenatge al Círculo de la Prensa.[28]
- 1963, del 18 al 30 de novembre. Galería Feldman (Córdoba, Argentina). Vint obres exposades, en bronze, guix, pedra, "sapo" i marbre[8][29]
- 1964, agost. Jockey Club (Córdoba, Argentina). Amb Pura Vilella, dedicada al crític Sebastià Gasch. L'escultora hi va presentar onze escultures[8][30][31]
- 1966, novembre. Galería Feldman (Córdoba, Argentina).[8][32]
- 1967, del 13 al 25 de novembre. Sala Wildenstein (Buenos Aires). Catorze obres exposades, realitzades totes entre 1962 i 1967[1][8][33][17]

## Concursos
- 1950. Accèssit (1.500 pessetes). Concurso Artístico y Literario, organitzat per l'Acadèmia de Sant Jordi. Obra: escultura Leyenda simbólica[34][6]
- 1952. Tercer premi d'escultura (2.000 pessetes). Primer Concurso de Pintura y Escultura, organitzat per la Diputació de Girona. Les obres van ser exposades al saló teatre de la Llar Infantil de Nostra Senyora de la Misericòrdia durant les Fires i Festes de Sant Narcís[35][36]
- 1982. Segona menció. Salón y Premio Ciudad de Córdoba. Obra: Vino una paloma que comenzó un tal rumor de lamentos[37]

## Premis
- Medalla de Oro en el XIII Salón de Córdoba.[8]
- 1964. Premio Arzobispado de Córdoba, Diploma y Medalla de Oro, concedits durant el Saló Anual de Dibuix i Escultura de Córdoba.[38]